# 约翰·T·霍夫曼
约翰·汤普森·霍夫曼（英語：John Thompson Hoffman，1828年1月10日—1888年3月24日）是一位美国政治人物，民主党人，1868至69年间担任第78任紐約市市長，1869至1872年间担任第23任纽约州州长。